# SEAC

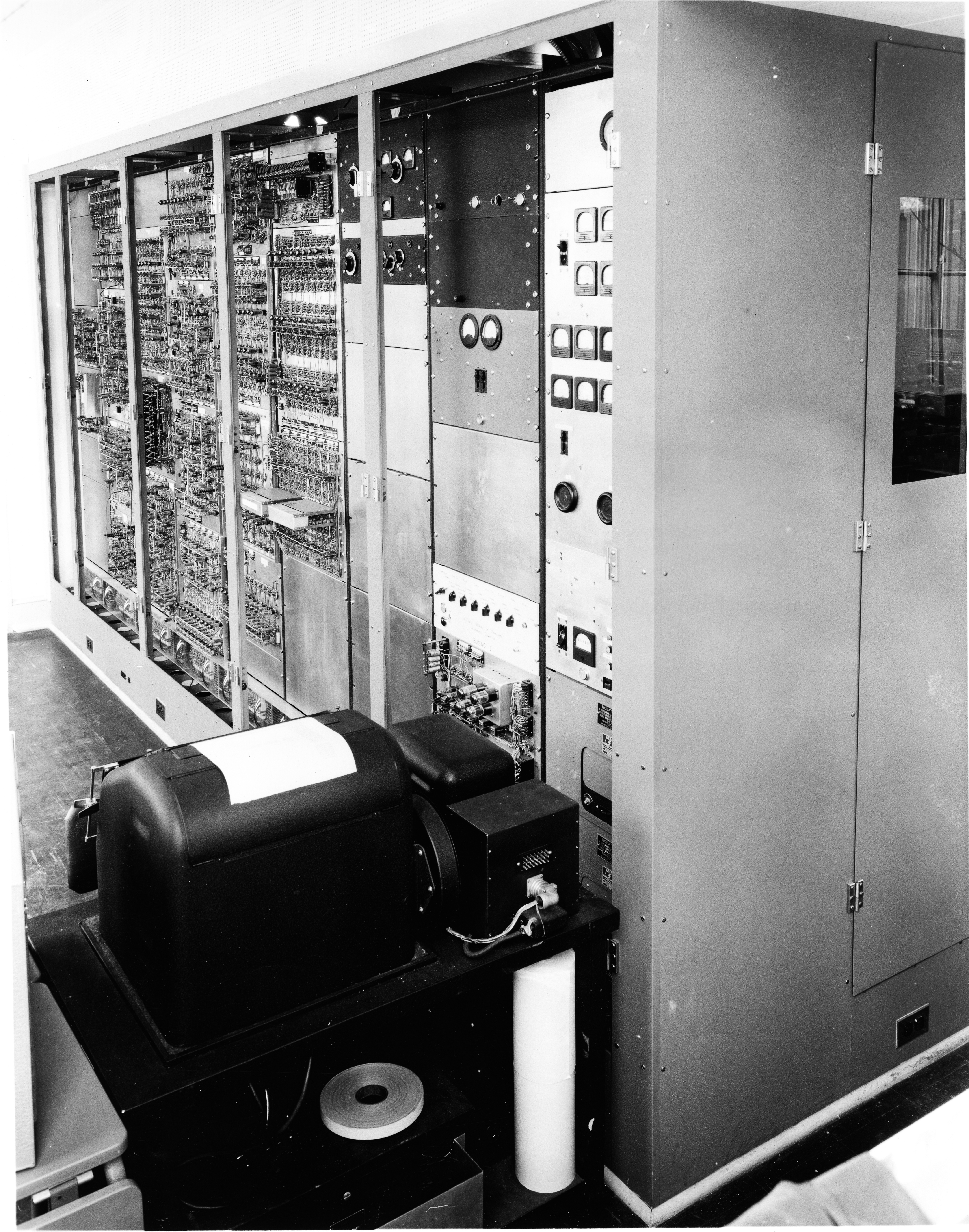
SEAC（1950年）

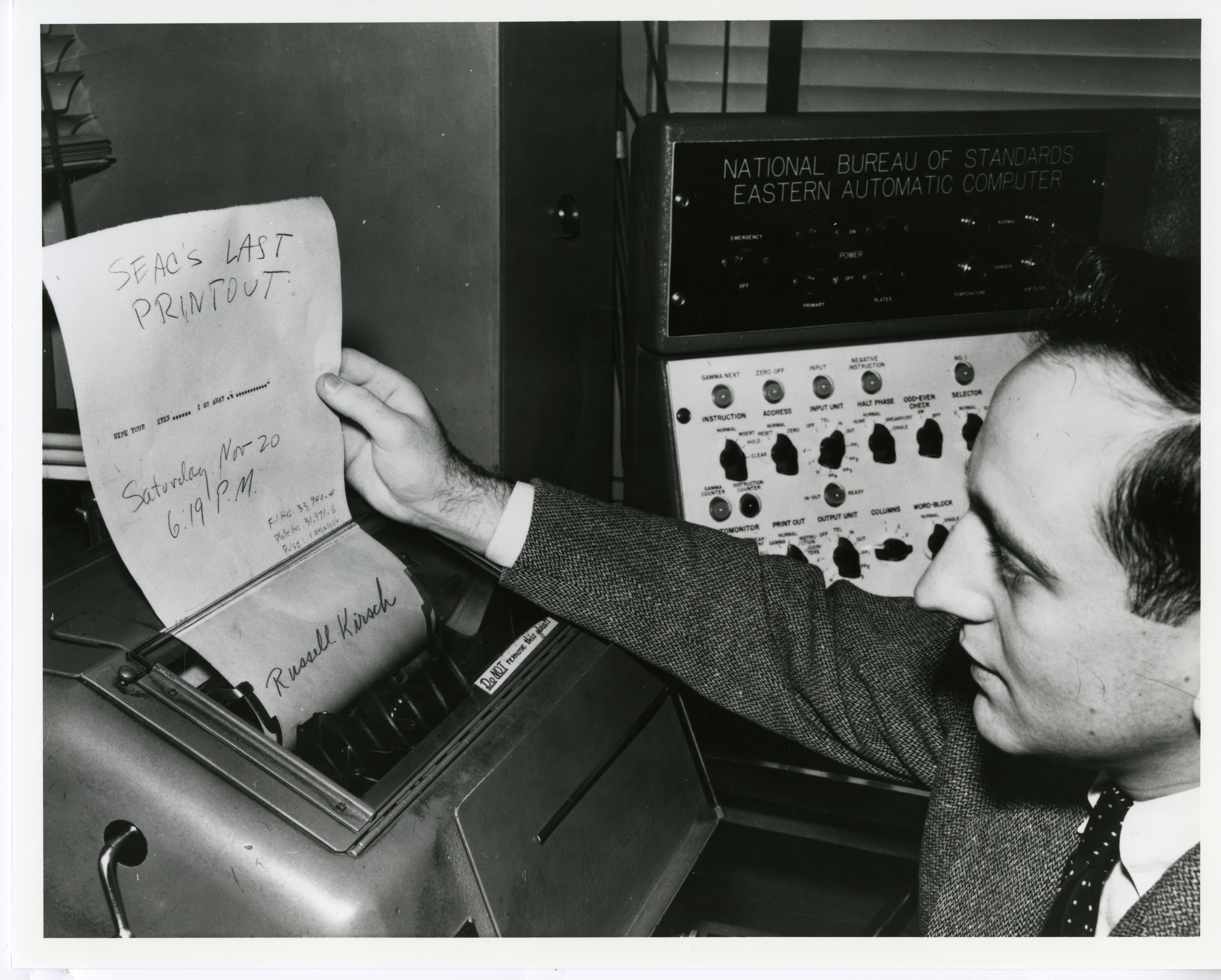
SEACで行われた「最後の」計算結果出力（1954年11月）。ただし、その後SEACは再度組み立てられ、1964年に解体されるまでさらに10年間使用された。出力された内容には"WIPE YOUR EYE5…… I GO AWAY .%………..-"と印字されている。

SEAC（Standards Eastern Automatic Computer または Standards Electronic Automatic Computer）は、1950年にアメリカ国立標準局(NBS)が開発した第一世代の電子コンピュータである。NBSが、より強力なコンピュータ（DYSEAC）が完成するまでのつなぎとして、短期間で開発して稼働できるように設計した小型コンピュータであり、当初は National Bureau of Standards Interim Computer（国立標準局暫定コンピュータ）と呼ばれていた。
SEACの開発チームは、サミュエル・N・アレクサンダーによって組織された。SEACは1950年4月に公開され、同年6月に稼働した。SEACは米国で最初に完全動作したプログラム内蔵型電子コンピュータであると主張されている。

## 詳細
SEACはEDVACに基づいた設計で、当時としては少ない747本の真空管（最終的には1,500本まで増設）と、10,500個のゲルマニウムダイオード（後に16,000個に増設）を使用していた。全てのロジック機能はダイオードが担当し（動作原理はDiode-transistor logicを参照）、真空管は増幅と反転、およびフリップフロップによる情報の保存のみに使用された。SEACは、ほとんどのロジックを半導体デバイスで実行した最初のコンピュータである。64個の遅延記憶装置を使用して512ワードの主記憶装置を構成していた。各ワードは45ビット幅である。クロックレートは1MHzと低く抑えられた。
コンピュータの命令セットは、固定小数点数の加算・減算・乗算・除算、および比較・入力・出力の11種類の命令で構成されていた。最終的に16種類に拡張された。
加算には864マイクロ秒、乗算には2980マイクロ秒（つまり約3ミリ秒）かかった。
中央機械の重量は3,000ポンド（約1.4トン）だった。

## 利用例
SEACはテレタイプによって遠隔地から使用することもできた。すなわち、SEACは遠隔利用された最初のコンピュータのうちの1つということになる。SEACは様々な改造を施されながら1964年まで使用された。以下のような分野の計算がSEAC上で行われた。
- デジタル画像処理（ラッセル・A・キルシュ（英語版）による）
- 都市交通シミュレーションのコンピュータアニメーション[10][11]
- 気象学
- 線形計画問題
- 光学レンズ
- ロスアラモス国立研究所による利用
- LORAN航法用の数表作成
- 統計的サンプリング計画
- ヘリウム原子の波動関数
- 陽子シンクロトロンの設計

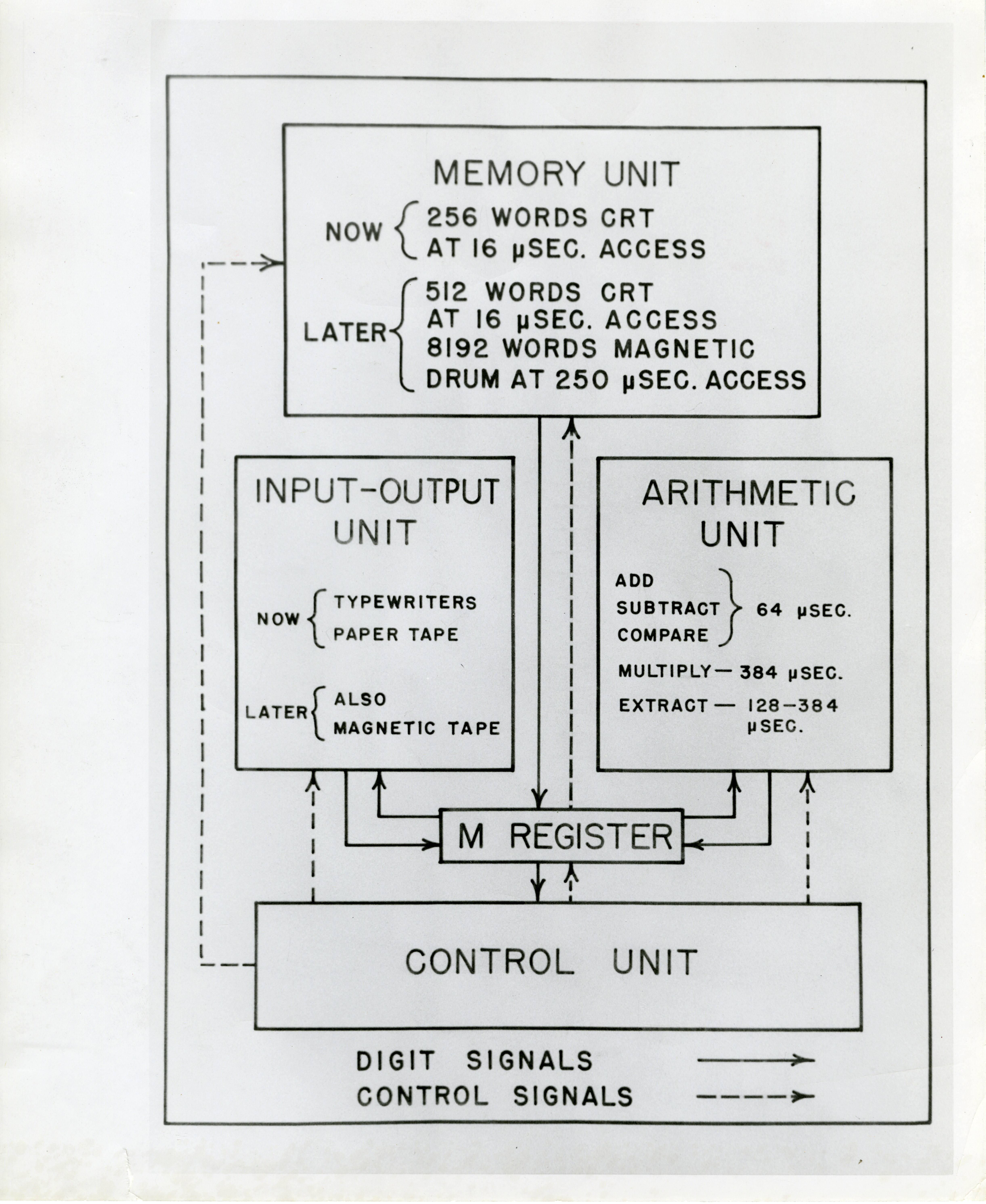
SEACのブロック図
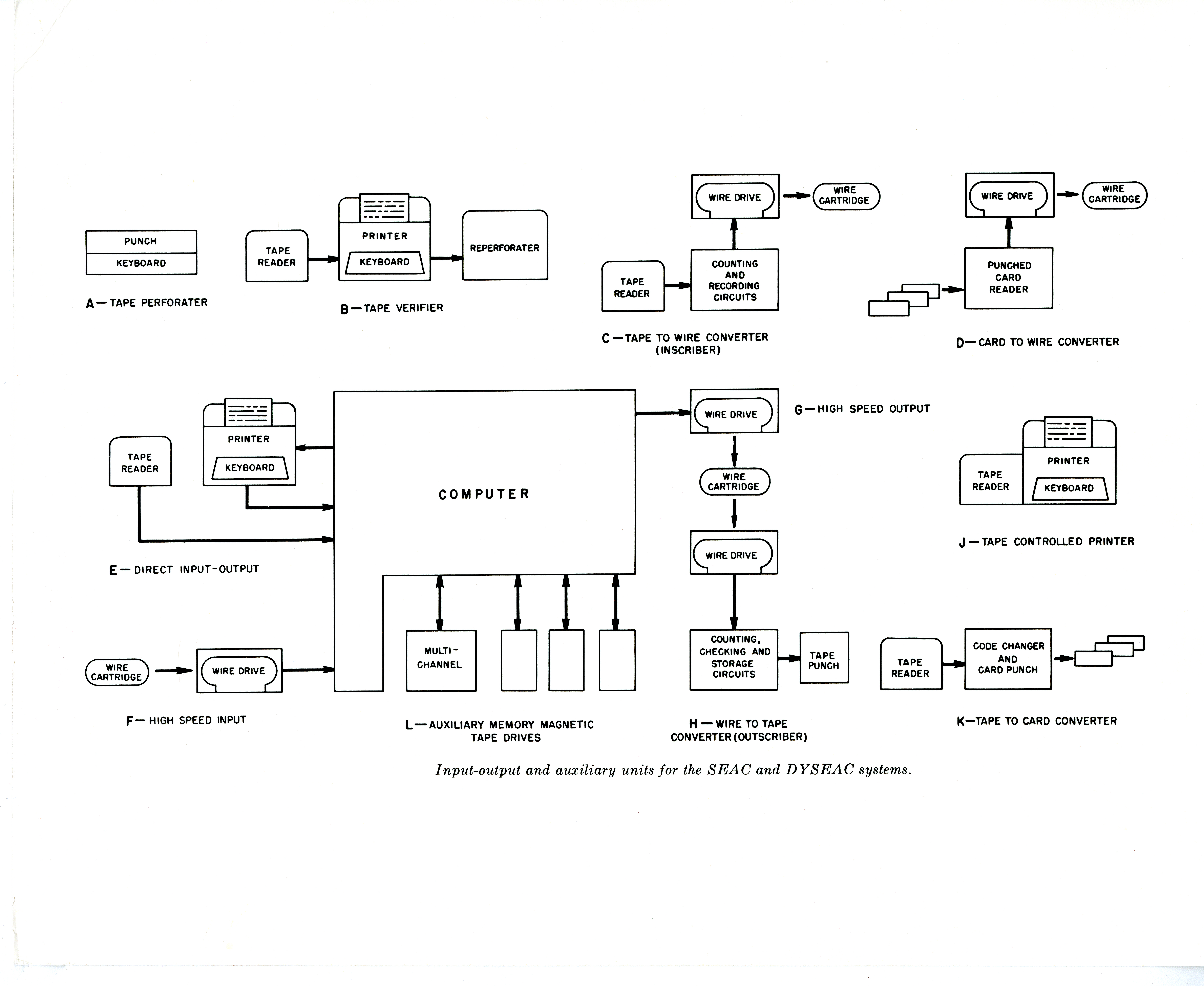
SEACの入出力図
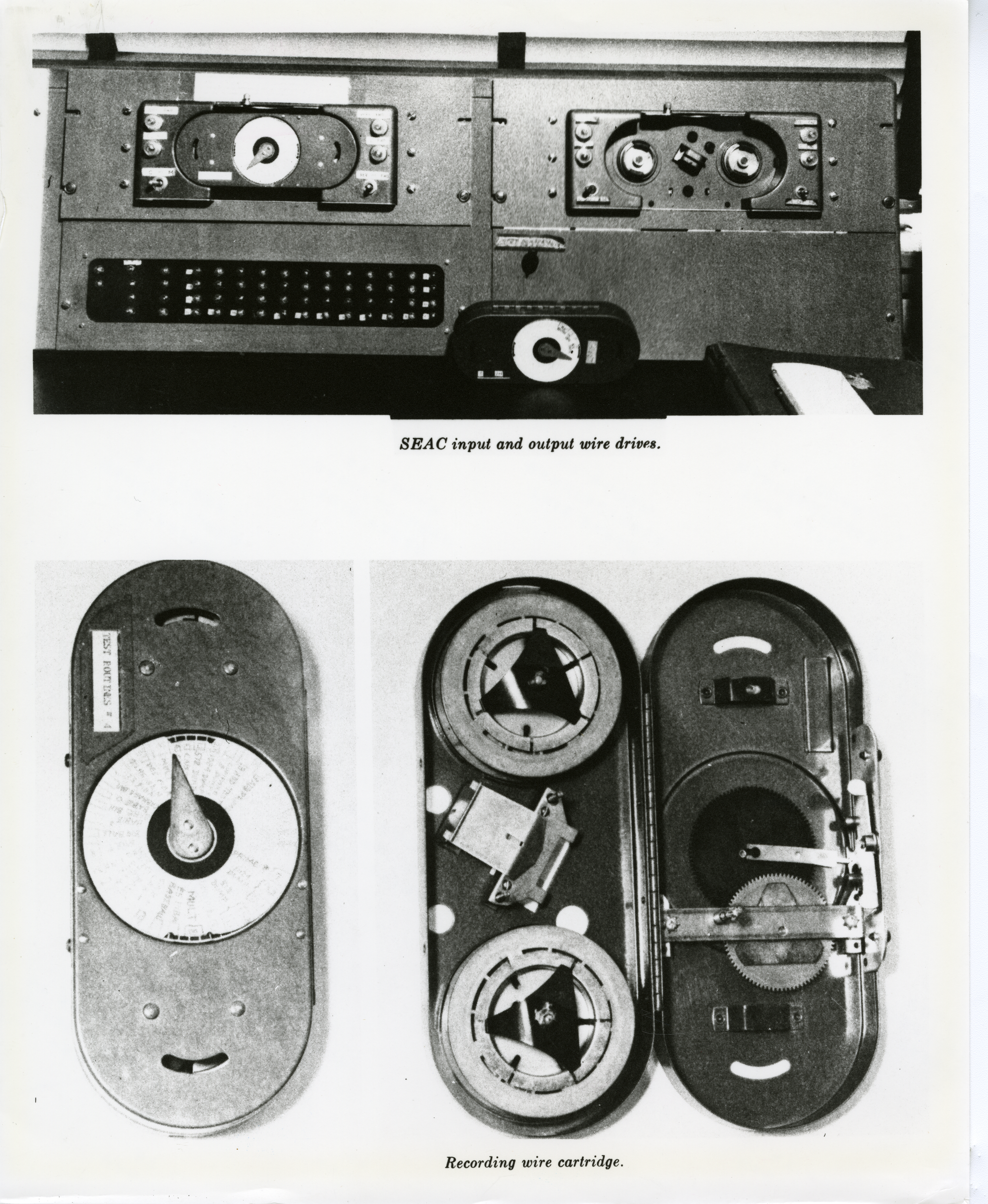
磁気ワイヤードライブとカートリッジ
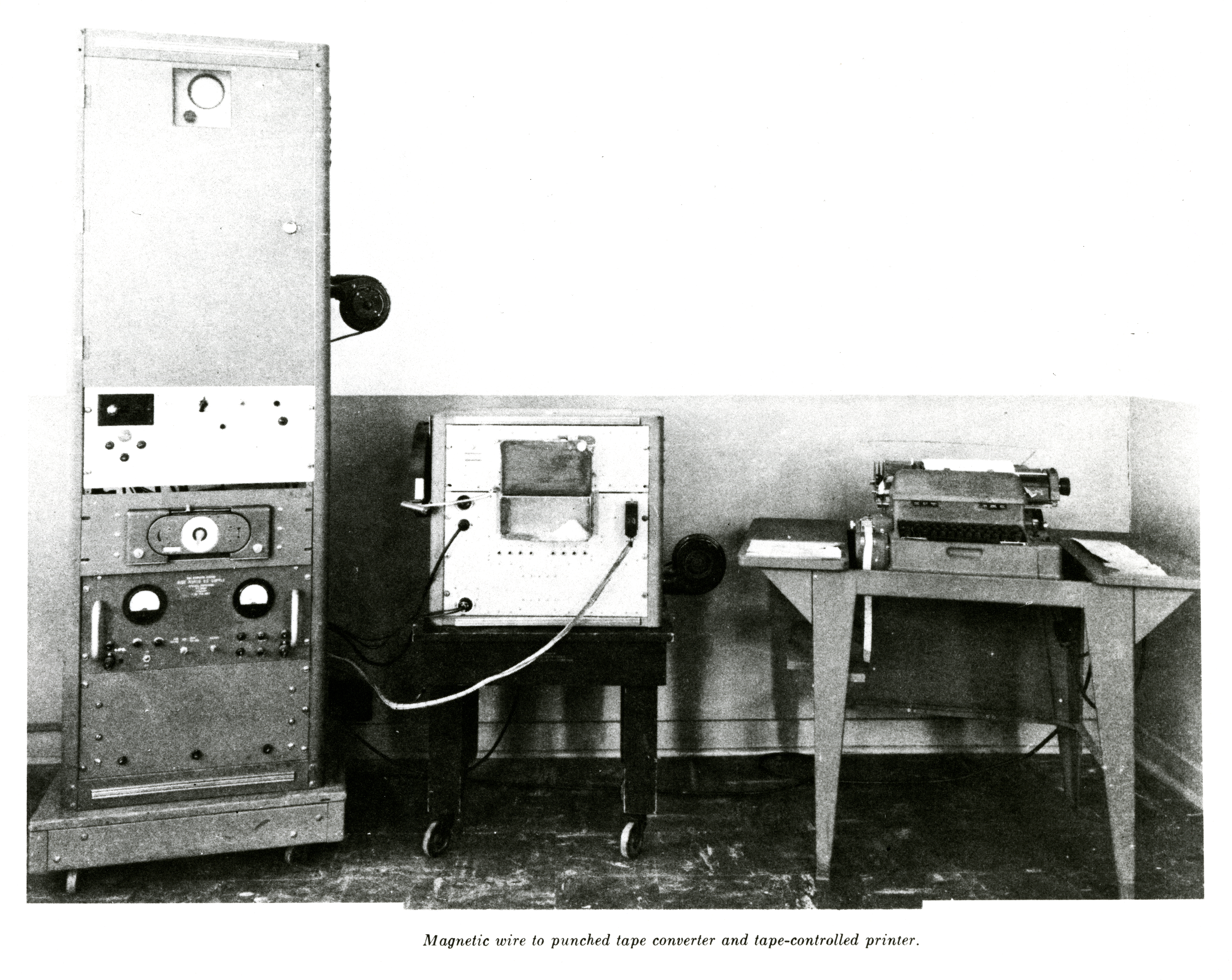
磁気ワイヤから紙テープへの変換器と、紙テープの内容をプリントアウトする装置
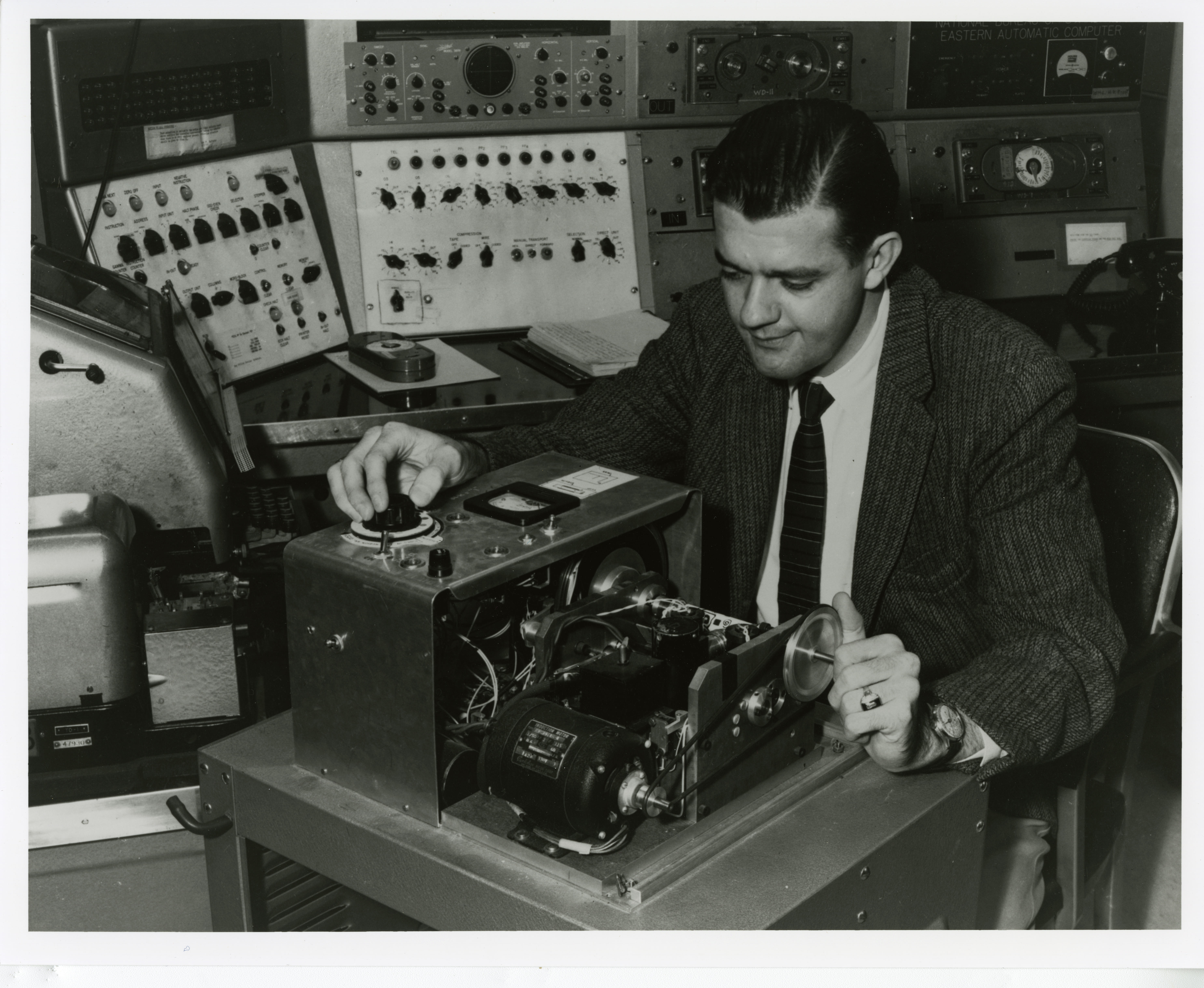
SEACのスキャナ
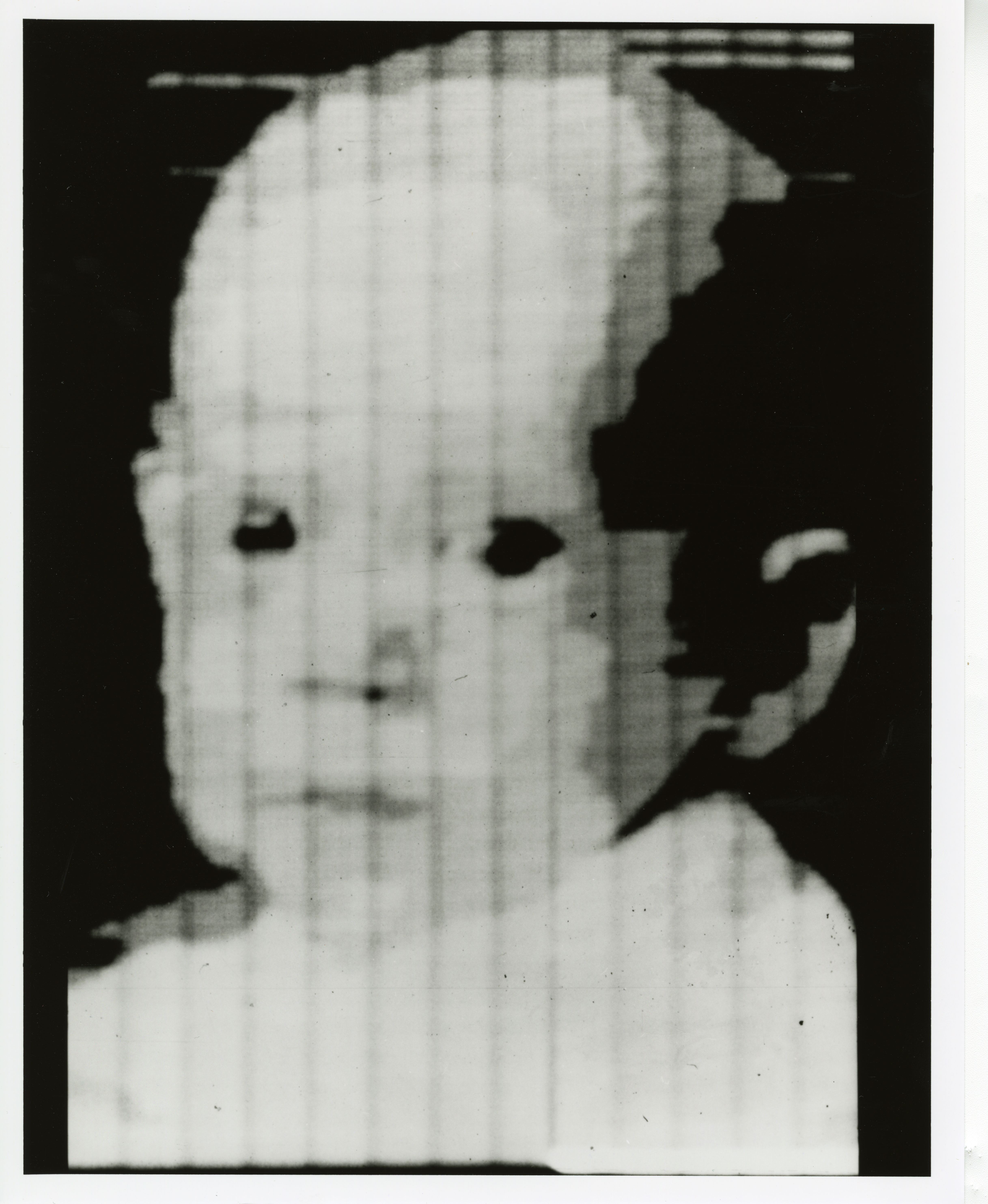
初めてSEACでスキャンされた画像。ラッセル・A・キルシュ（英語版）の息子の写真。
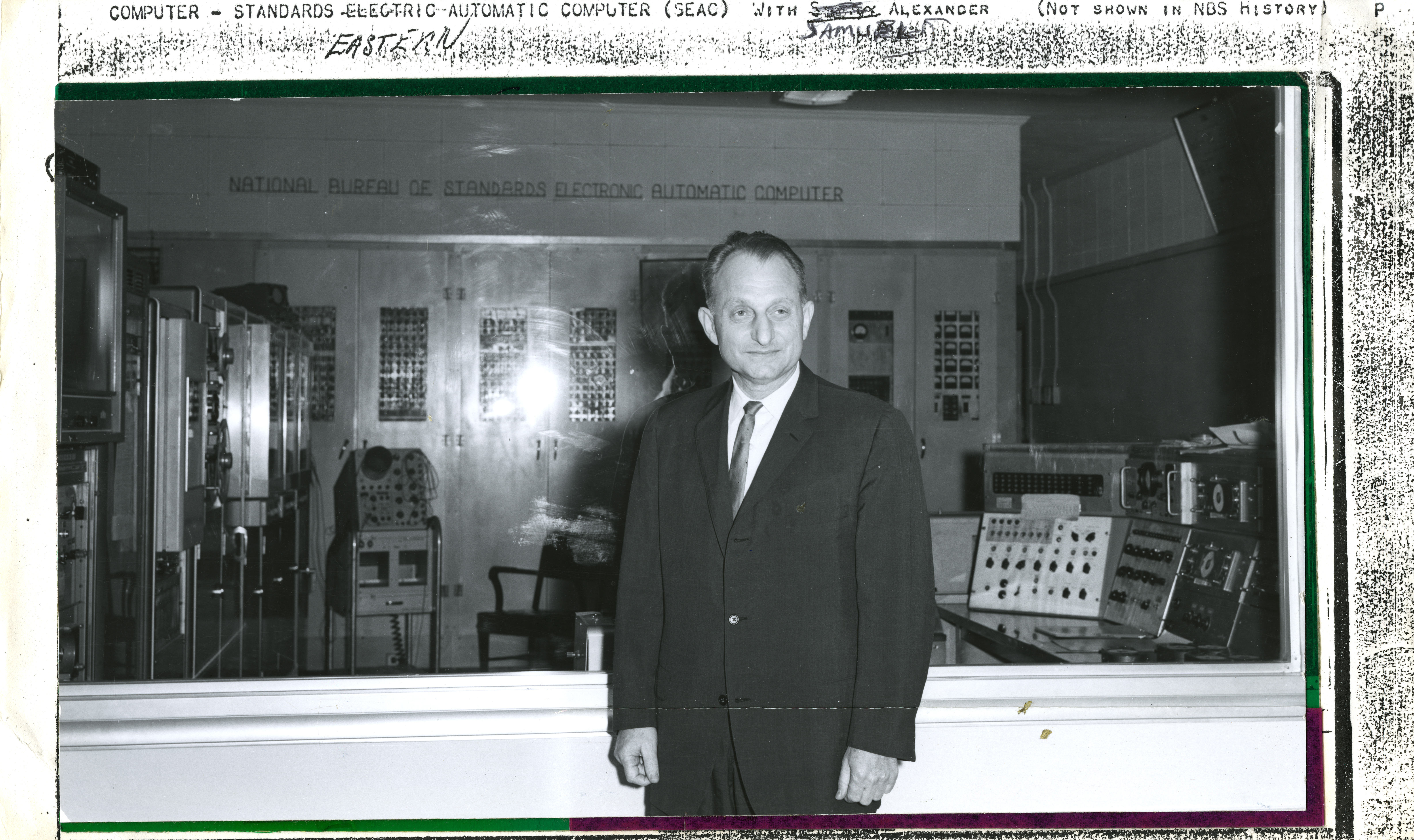
サミュエル・N・アレクサンダー（英語版）とSEAC
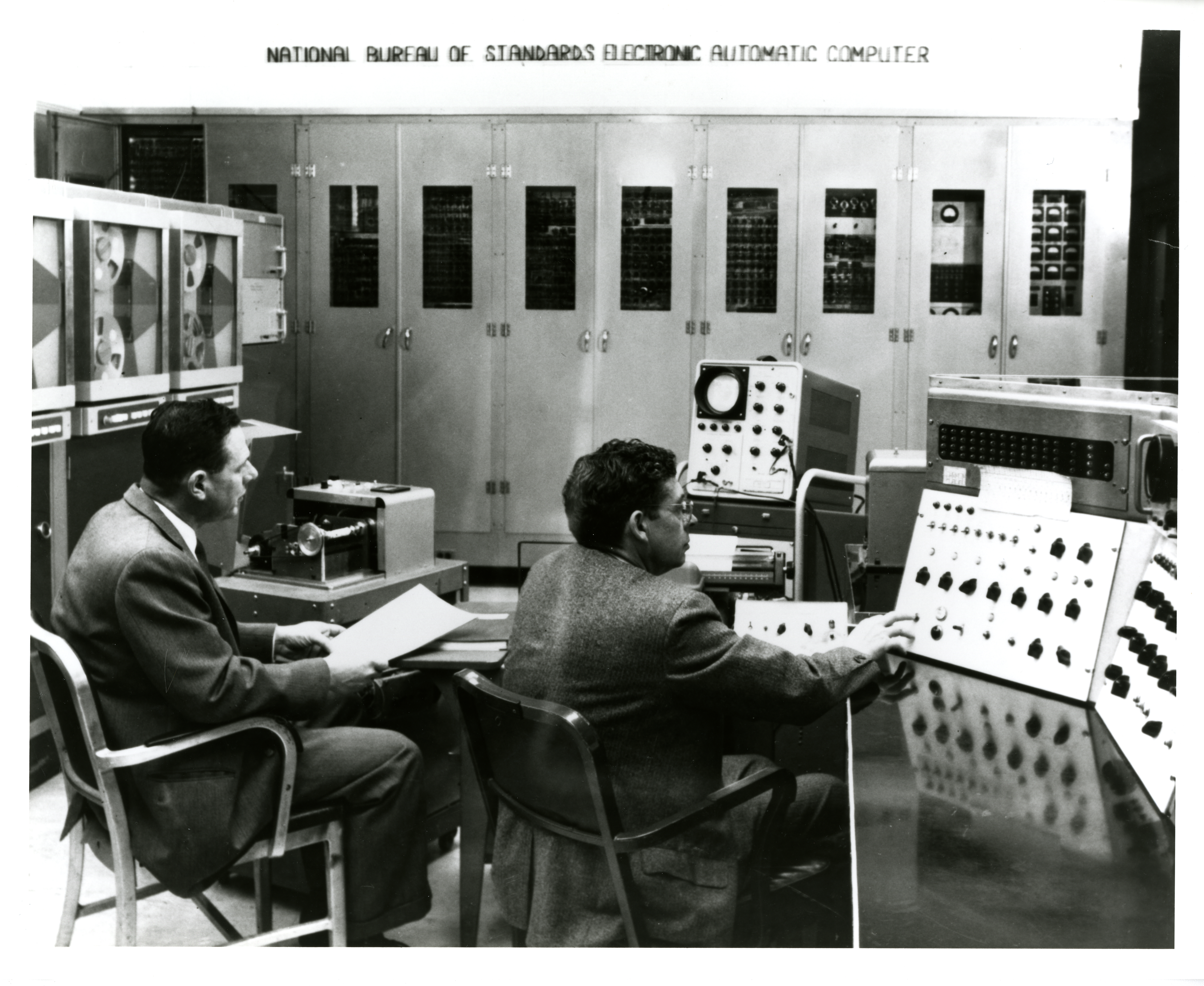
1960年にHorace JosephとGeorge A. MooreがSEACイメージスキャナを使用して冶金写真を分析している様子。Mooreは法的盲だった[12]。
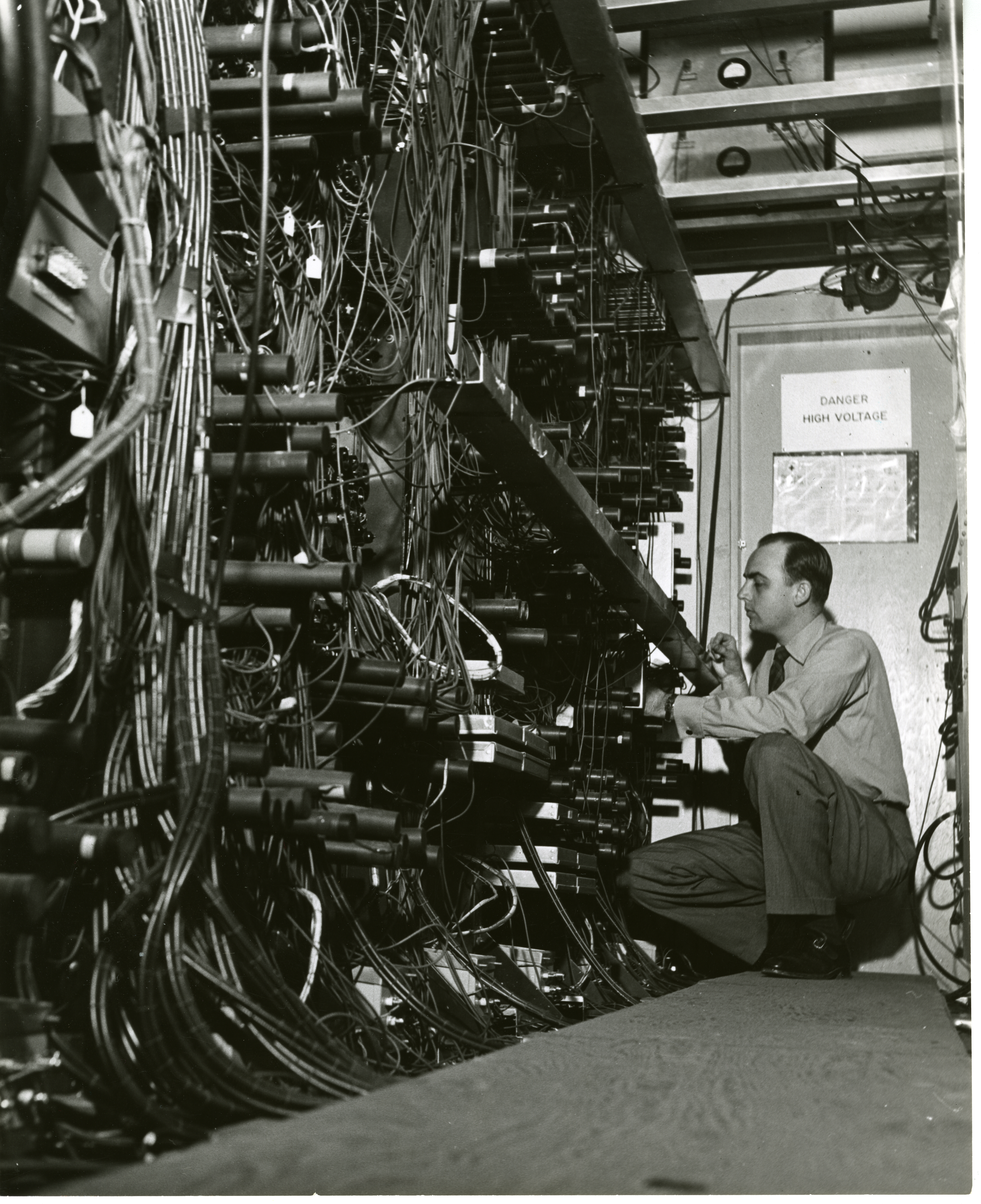
SEACの配線
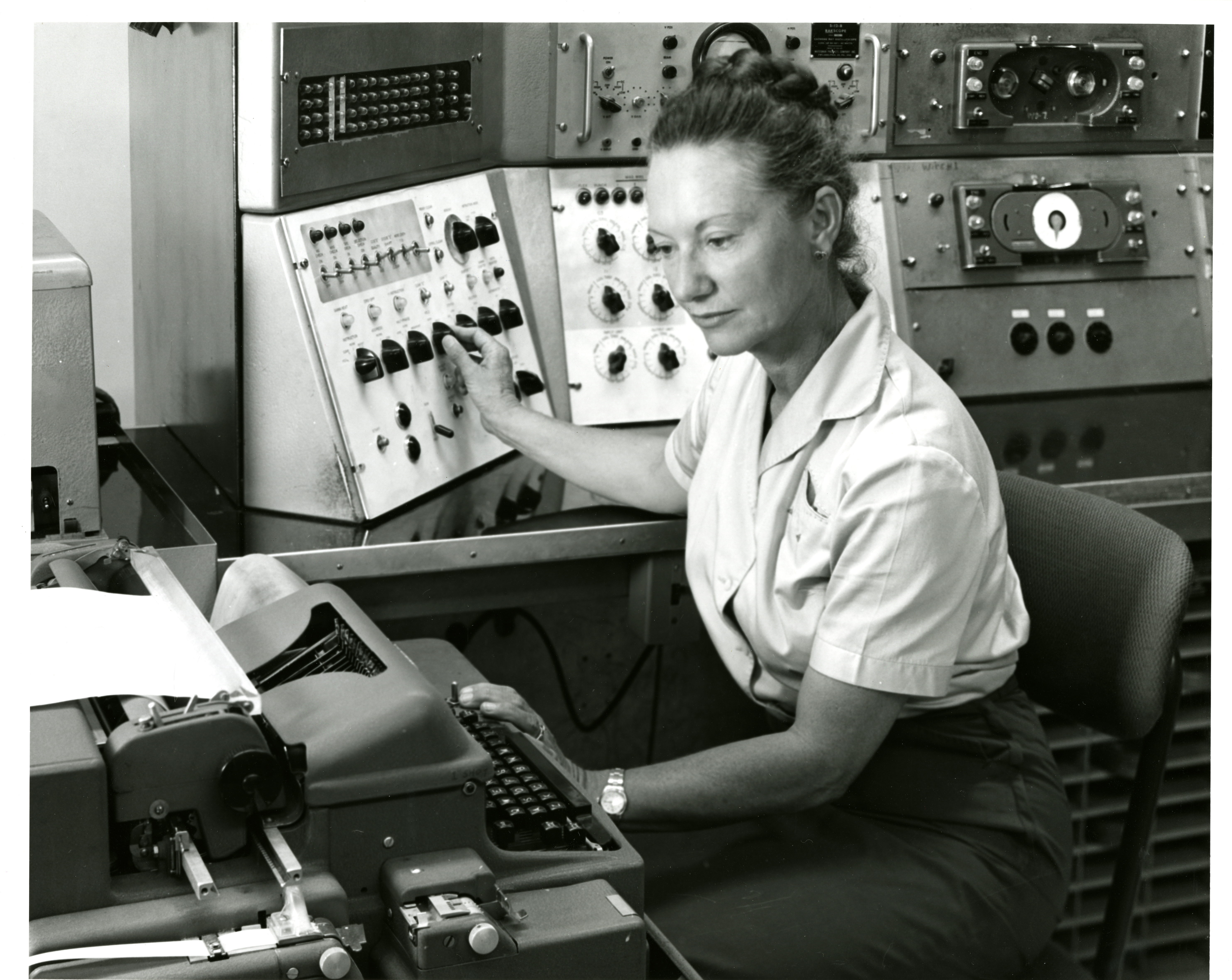
SEACの制御卓にいるEthel Marden（1959年）